# Verbrechenskarte

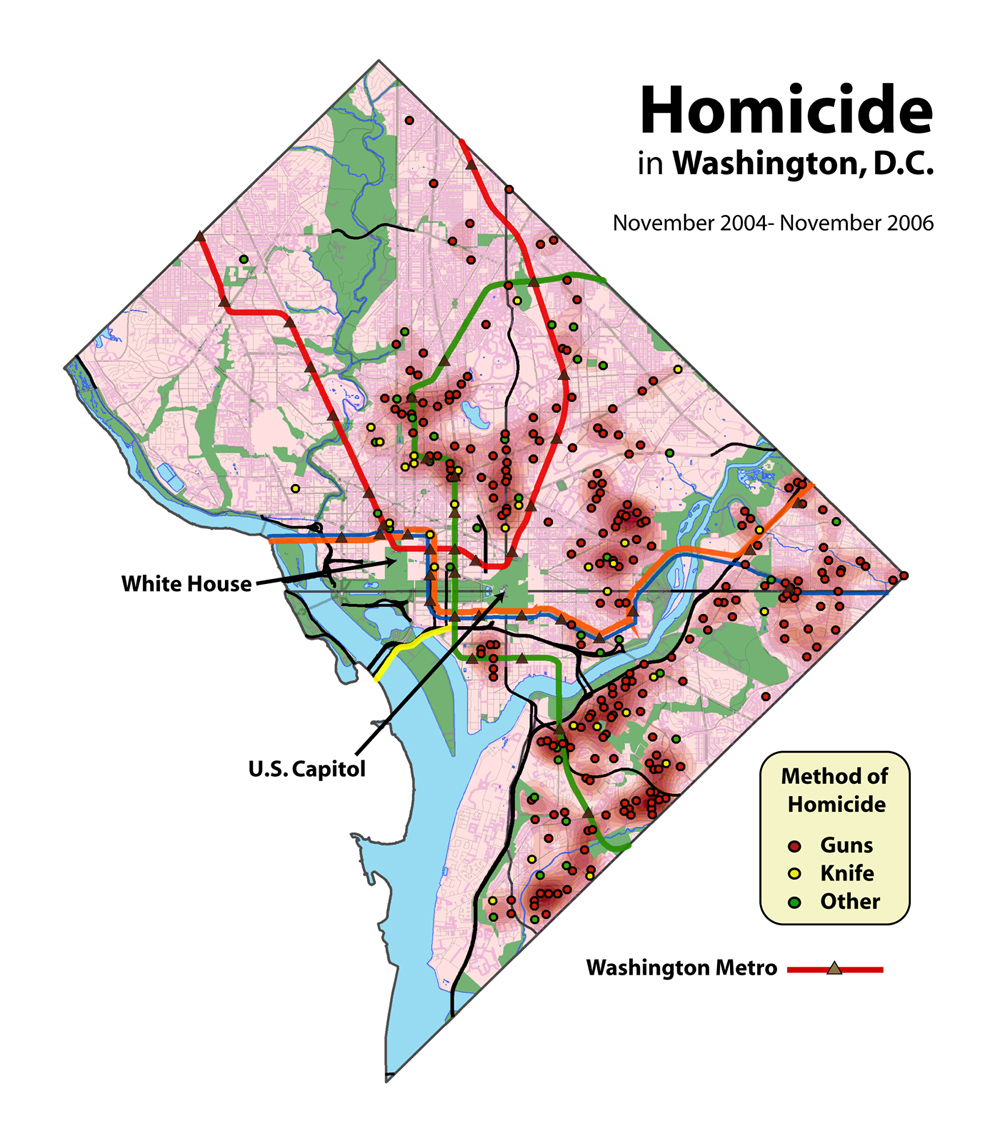
Verbrechenskarte zur Darstellung der Tötungsdelikte in Washington, D.C.

Eine Verbrechenskarte ist in der Kriminologie eine Karte zur Zusammenstellung, Darstellung und Analyse von Verbrechensmustern. Der Vorgang ist die Verbrechenskartierung (englisch crime mapping). Entscheidend ist hierbei das Zusammenspiel von Experten und Systemen aus Kriminologie und Informationstechnik.

## Technik
Für die Erstellung von Verbrechenskarten kommen Geoinformationssysteme zum Einsatz. Hierbei ist zu berücksichtigen, dass Geoinformationssysteme nicht die Verbrechenskartierung durchführen, sondern bei der Verbrechenskartierung lediglich ein wichtiges Hilfsmittel sind.

## Anwendungsbeispiele
So ist es denkbar, auf einem Stadtplan oder einer Landkarte mittels geografischer Informationen und räumlich-zeitlicher Koordinaten Tatorte und Täter miteinander zu verknüpfen. Auch lässt sich lückenlos darstellen, wann und wo telefoniert wurde und ob ein bestimmtes Mobiltelefon zeitlich und räumlich aktiviert wurde. Die Kartierung lässt sich auch dazu einsetzen, Verbrechenswahrscheinlichkeiten kleinräumig zuzuordnen. Modellprojekte zu einer solchen „Vorhersagenden Polizeiarbeit“ (englisch “Predictive Policing”) werden derzeit in deutschen Großstädten durchgeführt. Das Themenfeld wurde auch beim 18. Europäischen Polizeikongress prominent behandelt.